# Piščanc
Piščanc je priimek več znanih Slovencev:
- Darinka Piščanc - Slovenka (1921–1943/4?), aktivistka OF v Trstu, žrtev mučenja
- Lado Piščanc (1914–1944), duhovnik, pesnik
- Zora Piščanc (1912–1989), pisateljica